# Miyata Kōgyō

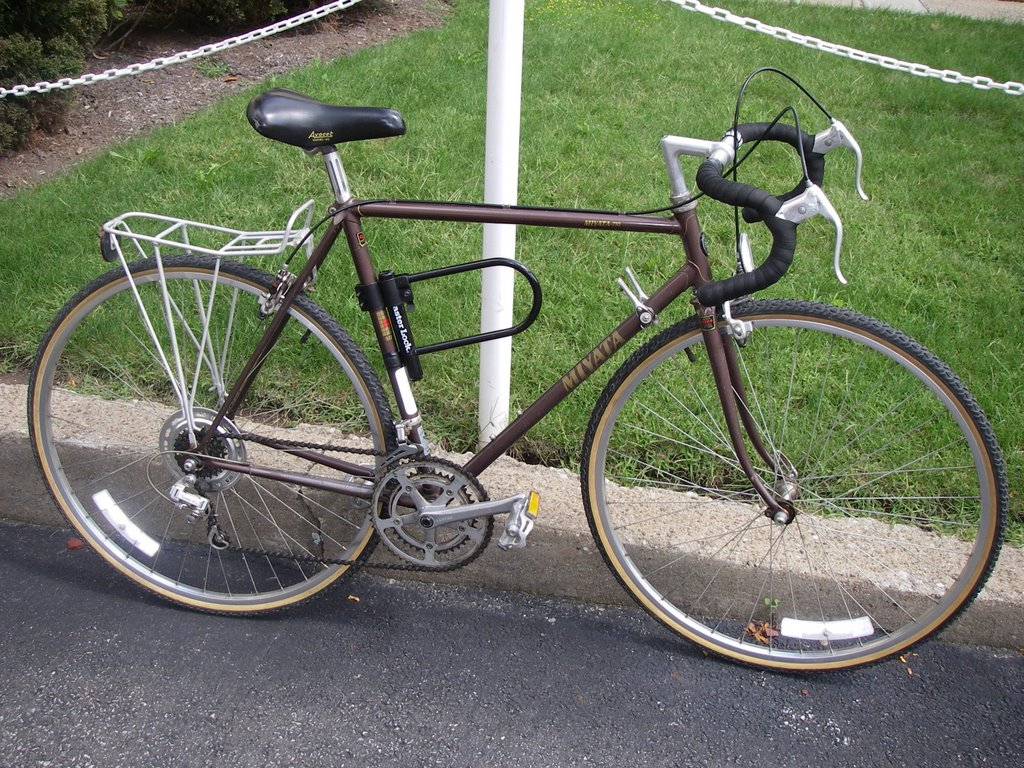
Fahrrad Miyata 710

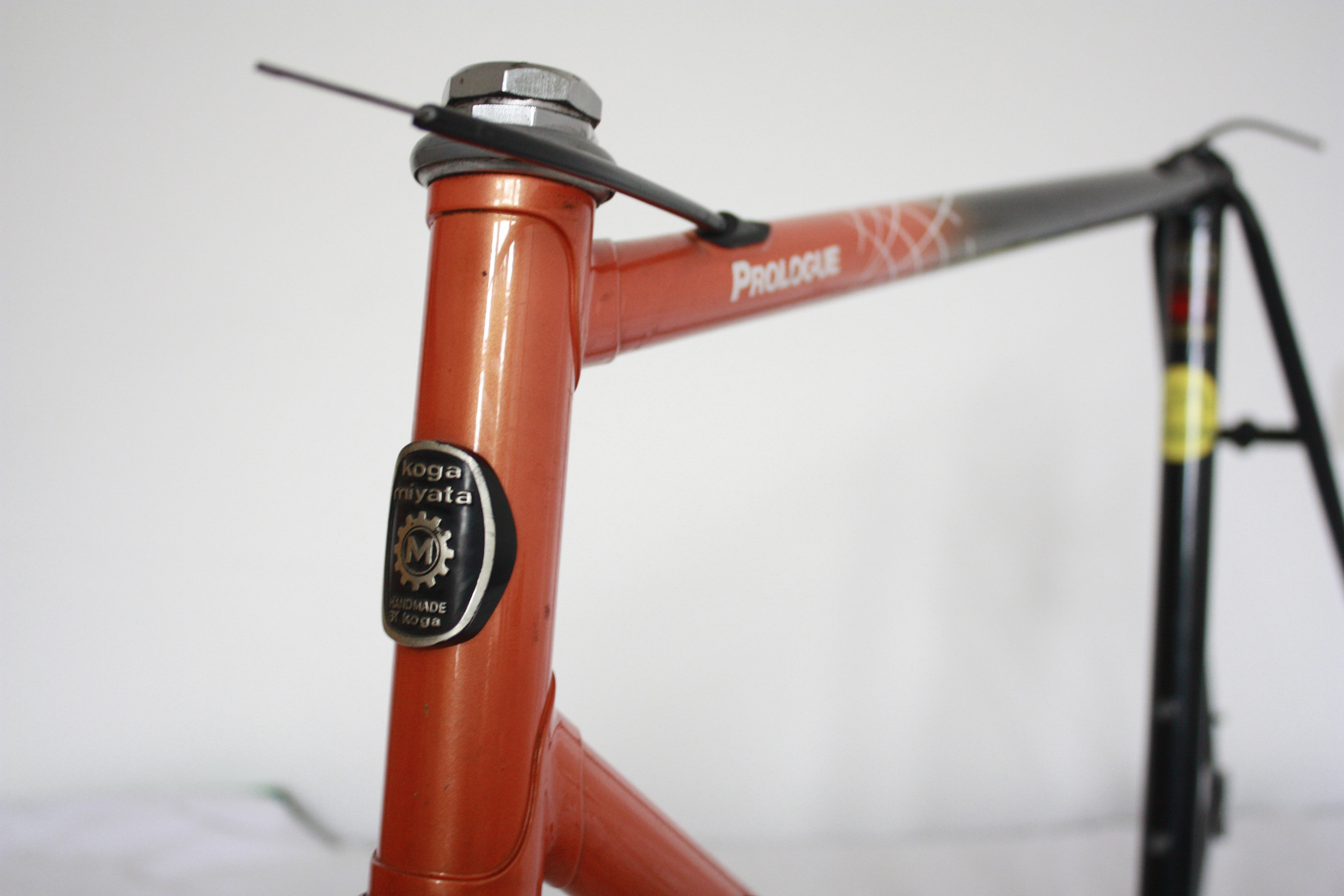
Koga Miyata Rennrad-Rahmen
"Prologue" aus FM-1 Rohr

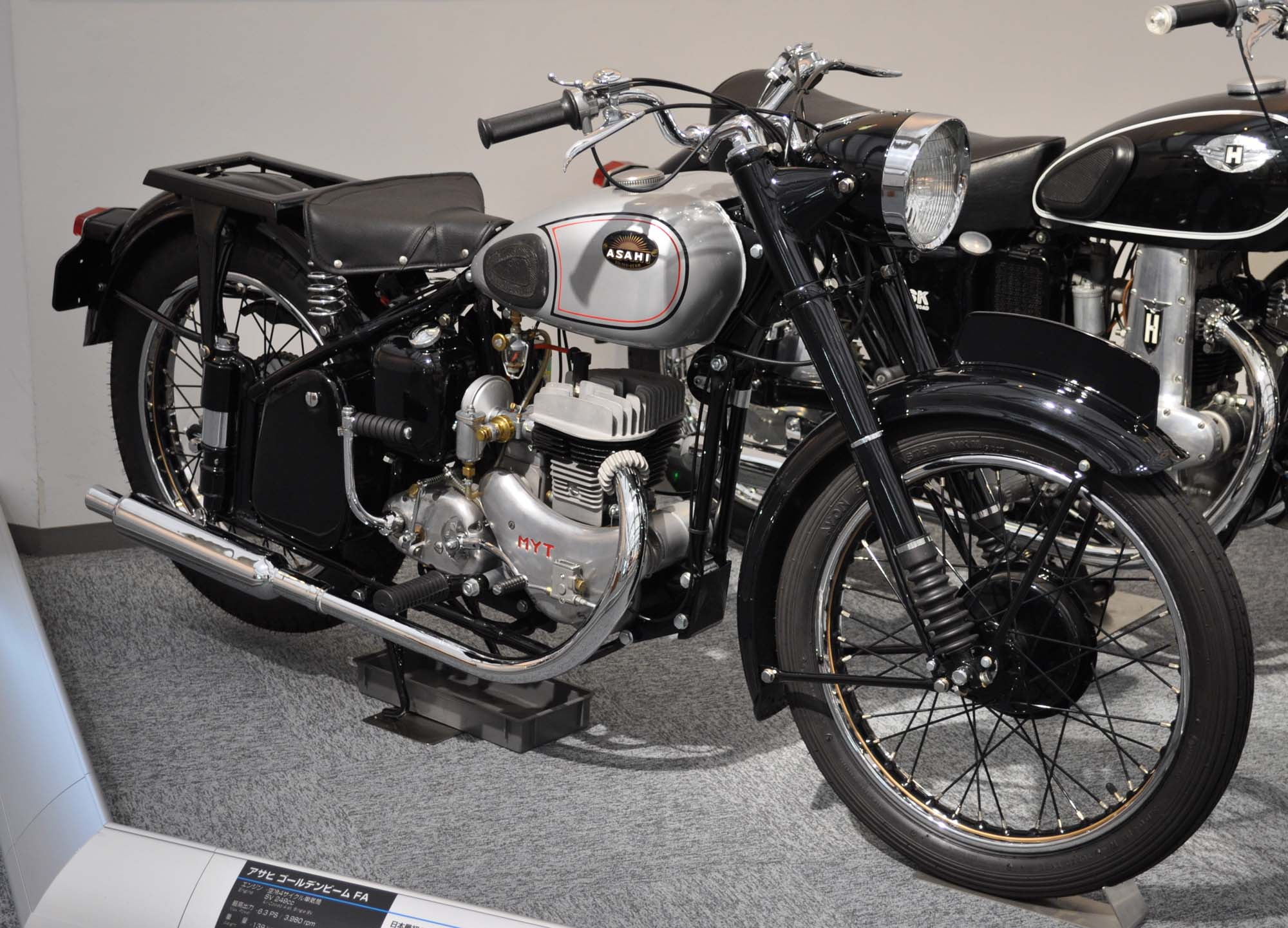
Motorrad Asahi Golden Beam oder HA

Miyata Kōgyō K.K. (jap. 宮田工業株式会社, ~ kabushiki kaisha, engl. Miyata Industrial Co., Ltd.) ist ein japanischer Fahrradhersteller mit Sitz in Chigasaki, Präfektur Kanagawa. In Europa wurde er besonders durch die Kooperation mit der niederländischen Firma Koga bekannt, die hochwertige Räder unter der Markenbezeichnung Koga-Miyata vertrieb. Miyata selber ist Teil der Firmengruppe um den Feuerwehrfahrzeughersteller Morita.

## Unternehmensgeschichte
Ursprünglich produzierte das Unternehmen aus Tokio Waffen. Der Büchsenmacher Eisuke Miyata stellte im Jahr 1892 das erste japanische Fahrrad mit Diamantrahmen her. 1909 begann die Produktion von Fahrrädern. Später kamen Motorräder dazu. Personenkraftwagen entstanden zwischen 1937 und 1939 als Asahi. Zur gleichen Jahr wurden kleine Lastkraftwagen hergestellt und als Miyata vermarktet. 1965 endete die Motorradproduktion.
Die Kooperation mit Koga entstand ab 1976. Die Niederländer fertigten Kompletträder mit Rahmen des japanischen Fahrradbauers. Ab 2010 stieg Koga aus der Kooperation wieder aus. Der Markenname Koga-Miyata ist heute Teil der Accell Group.

## Fahrräder
Bei den Koga-Miyata Rahmen wurde zunächst Tange-Rohr verwendet, dann jedoch ab Anfang der 1980er Jahre eigene Rohre gezogen. Diese waren aus einer Chrom-Molybdän-Legierung und trugen die Bezeichnungen:
- FM-1 – dreifach konifiziert, Spiralverstärkungen
- FM-2 – doppelt konifiziert
- FM-3 – nicht konifiziert, Wandstärken 0,8 Millimeter bei Sitzrohr und Oberrohr, 1,0 beim Unterrohr und beim Steuerrohr

Miyata selbst baut nach wie vor, aber in wesentlich kleinerem Umfang als zu seinen Hochzeiten Fahrräder. Die Firma baut ihre klassischen Rahmen, wie den Rahmen mit dem im Jahr 1981 die Tour-de-France-Etappe nach L’Alpe d’Huez gewonnen wurde, in Handarbeit nach.

## Kraftfahrzeuge
Eine Quelle nennt für das Jahr 1909 einige Motorrad-Prototypen. Eine andere Quelle gibt an, dass 1916 zwei Motorrad-Prototypen hergestellt wurden.  Außerdem entstanden gegen Ende der 1930er Jahre Motorräder.
Der Pkw aus der Zeit von 1937 bis 1939 war ein Kleinwagen mit zwei Sitzen. Er hatte einen luftgekühlten Zweizylindermotor mit 730 cm³ Hubraum und 16 PS Leistung. Ungewöhnlich war der Frontantrieb. Eine weitere Quelle bestätigt diese Daten.
1953 begann die Nachkriegsproduktion von Motorrädern. Von 1955 bis 1956 gab es die Modelle HA und Golden Beam FA/2, beide mit einem Viertaktmotor mit 249 cm³ Hubraum. 1956 erschien ein Modell mit einem Einzylindermotor mit 344 cm³ Hubraum. 1960 folgte die La 500 mit einem Zweizylinder-Zweitaktmotor mit 125 cm³ Hubraum. Darüber hinaus werden Zweitaktmotoren mit 123 cm³ und 173 cm³ Hubraum genannt.